# Čremošné
Čremošné (hongrois : Turócmeggyes) est un village de Slovaquie situé dans la région de Žilina.

## Histoire
La première mention écrite du village date de 1340.

## Démographie

### Évolution de la population
| Année:               | 1994. | 2004.   | 2014.   | 2024.   |
| -------------------- | ----- | ------- | ------- | ------- |
| Nombre de personnes: | 95    | 87      | 85      | 83      |
| Différence:          |       | -8,42 % | -2,29 % | -2,35 % |

| Année:               | 2023. | 2024.   |
| -------------------- | ----- | ------- |
| Nombre de personnes: | 80    | 83      |
| Différence:          |       | +3,75 % |